# محمية الضمنة
محمية الضمنة هي محمية بيئية طبيعية تقع إلى الشرق من طريق قنوات في محافظة السويداء جنوب سوريا ، تأسست المحمية بتاريخ 10/6/2001 وذلك للمحافظة على التنوع النباتي و الحيواني في المحمية.

## أهميتها
تكتسب محمية الضمنة أهميتها من خلا كونها نموذجا طبيعياً فريداً للتمازج بين الأشجار الحراجية المعمرة والنباتات الطبية والعطرية النادرة لكونها تتمتع بامتداد خضري يغطي تضاريس المنطقة وبغابة حراجية يتجاوز عمرها مئات السنين إضافة لظروف مناخية متوسطية وتربة بازلتية وغطاء نباتي يتسم بسمات سياحية جاذبة الأمر الذي جعلها تشكل نظاما بيئيا غابويا متميزا.
كما وتكتسب أهمية من خلال قربها من المواقع ألأثرية كآثار سيع وقنوات ومغارة قنوات والمتحف الوطني بالسويداء.

## الأشجارالموجودة في المحمية
تضم المحمية أشجارا حراجية يتجاوز عمرها 300 عام مثل السنديان ، وتضم أيضا أشجار البطم الأطلسي ،المحمية تضم أيضا نباتات عطرية نادرة أشهرها الخزامى وأخرى للمائدة مثل الرشاد البري و الكزبرة والعكوب والفطور بأنواعها.

## مستقبل المحمية
توقعت الجمعية السورية للإستكشاف أن محمية الضمنة ستنتهي بحلول عام 2020 وذلك بسبب الحرب الحاصلة في البلاد فضلاً عن الاعتداءات المتكررة على المحمية من تحطيب وصيد جائر.